# Annenstraße (Graz)

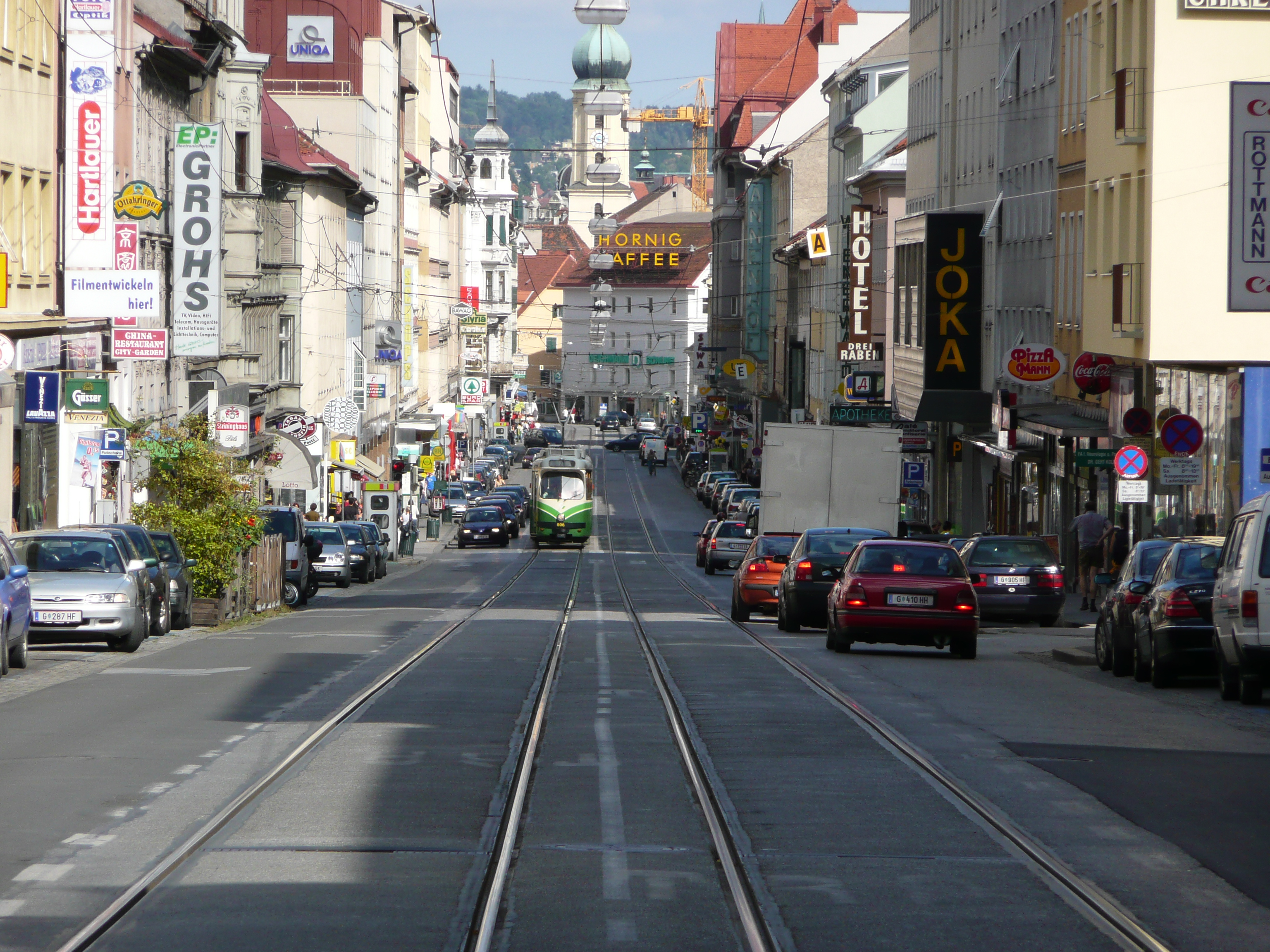
Annenstraße stadteinwärts. Foto von 2007, also noch vor der Neugestaltung 2012–2013.

Die Annenstraße ist ein Straßenzug zwischen Südtirolerplatz und Europaplatz. Sie trennt auf ihrer gesamten Länge den vierten vom fünften Grazer Stadtbezirk und war eine hoch frequentierte Einkaufsstraße, die den Grazer Hauptbahnhof mit der Innenstadt verbindet. 

## Ausrichtung
Die Annenstraße ist eine „Geometerstraße“, also eine Straße, die an einem bestimmten Punkt ausgerichtet ist. Im konkreten Fall ist es der Turm der Franziskanerkirche. Weitere Grazer Geometerstraßen sind die Conrad-von-Hötzendorf-Straße, die Elisabethstraße und die Theodor-Körner-Straße – sie strahlen in jeweils eine der vier Himmelsrichtungen aus.

## Namensgebung
Ihren Namen erhielt sie von Kaiserin Maria Anna von Savoyen (1803–1884), der Gemahlin des Kaisers Ferdinand I. Der Versuch, Anna von Meran (geb. Plochl), die Ehefrau von Erzherzog Johann, als Namenspatron zu installieren war nicht erfolgreich. Vom Anschluss Österreichs an Deutschland 1938 bis zum Ende des Zweiten Weltkriegs 1945 hieß die Straße Krefelderstraße, benannt nach der damaligen Grazer Schwesternstadt Krefeld.

## Geschichte
Am Areal des heutigen Südtirolerplatzes und seiner Umgebung befand sich die Murvorstadt. Nach der Eröffnung der Eisenbahnlinie Graz-Mürzzuschlag (1844) und dem Bau des Hauptbahnhofes (1842) begann wenig später der Trassenbau von der Murvorstadt stadtauswärts, um den neuen Bahnhof mit der Innenstadt zu verbinden. 1847 erfolgte die Eröffnung des ersten neu errichteten Abschnitts, die Neue Bahnhofsstraße. Die Annenstraße setzte sich aus vier Straßenzügen zusammen: der Barmherzigengasse, der 1845 teilweise begradigten Seitzergasse, der Neue Bahnhofstraße ab dem seit 1914 dort befindlichen Roseggerhaus und der Neue Eggenberger Straße ab der Hausnummer 63.

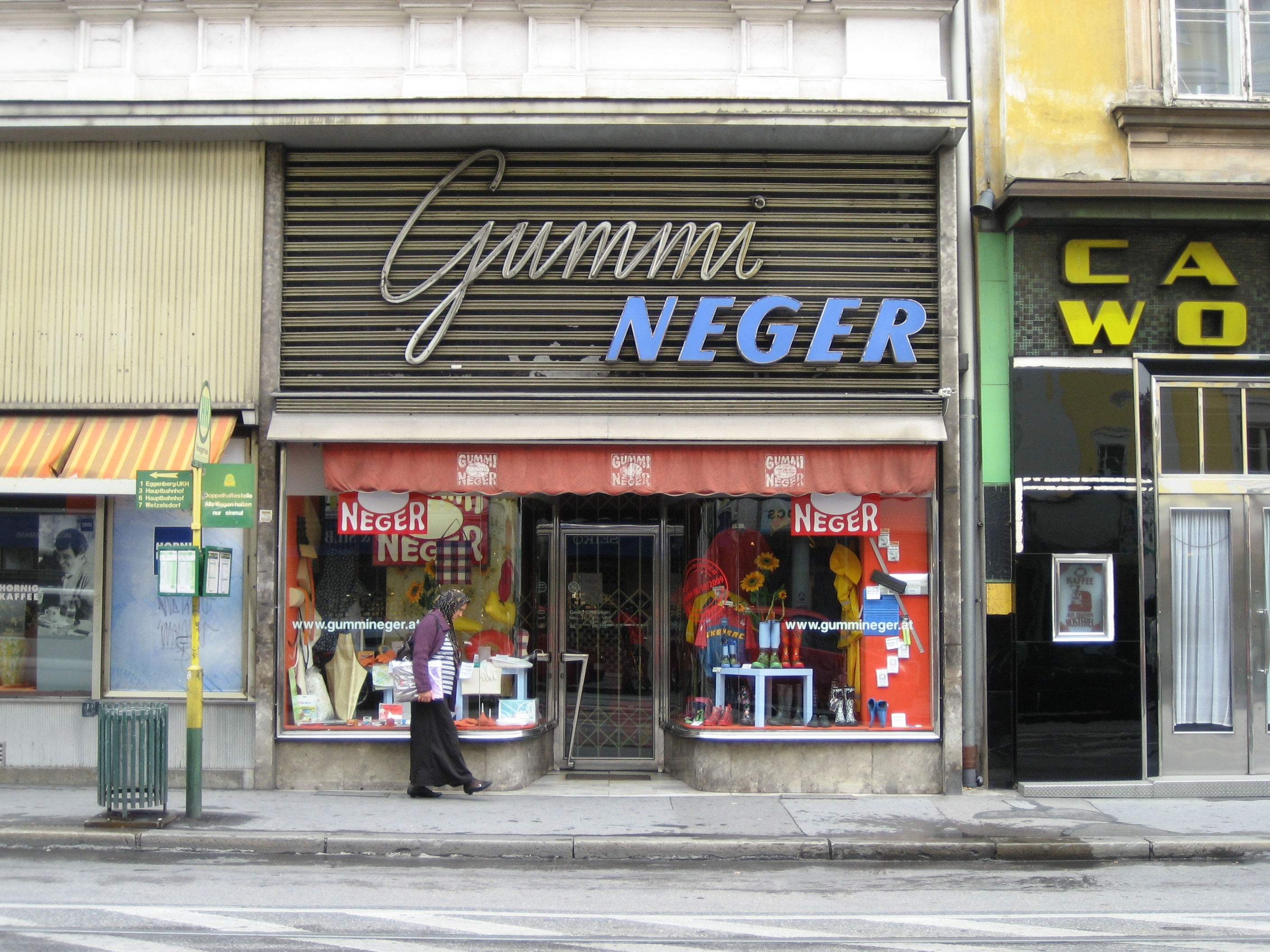
Gummi Neger (2018 geschlossen)

Noch in den 1970er Jahren galt die Annenstraße als drittgrößte Einkaufsstraße Österreichs. Seitdem hat sie aber deutlich an Bedeutung verloren. Ein wegen seines auffälligen Namens bekanntes, zwischen 1915 und 2018 bestehendes Geschäft war Gummi Neger. In den Jahren 2012 und 2013 wurden an der Annenstraße umfangreiche Bauarbeiten durchgeführt. Die Gehsteige wurden verbreitert, und die Autoparkplätze am Straßenrand entfernt. Für den Autoverkehr ist die Annenstraße seitdem auf dem größten Teil ihrer Länge nur noch in eine Richtung (stadteinwärts) befahrbar.